# Groupe de NGC 4017
Le groupe de NGC 4017 comprend au moins cinq galaxies situées dans les constellations du Lion et de la Chevelure de Bérénice. La distance moyenne entre ce groupe et la Voie lactée est d'environ 55,2 Mpc (∼180 millions d'al). 

## Membres
Le tableau ci-dessous liste les quatre galaxies du groupe indiquées dans l'article de A.M. Garcia paru en 1993. À cette liste, on doit ajouter la galaxie IC 2982, car elle forme très probablement une paire en interaction gravitationnelle avec NGC 4004.
Abraham Mahtessian mentionne aussi un groupe dont font partie NGC 4004, NGC 4008 et NGC 4017. NGC 4017 n'y figure pas, ce qui est sûrement un oubli, car elle forme une paire avec NGC 4016.
| Nom      | Galaxie               | Class. | Type                  | α (J2000.0)   | δ (J2000.0) | Vitesse radiale (km/s) | m    | Distance (Mpc) | Diamètre (kal) |
| -------- | --------------------- | ------ | --------------------- | ------------- | ----------- | ---------------------- | ---- | -------------- | -------------- |
| NGC 4004 | Lion                  | IB     | Irrégulière           | 11h 58m 05.2s | 27° 52′ 44″ | 3368 ± 1               | 13,7 | 54,1 ± 3,8     | 109            |
| NGC 4008 | Lion                  | E5     | Elliptique            | 11h 58m 17.0s | 28° 11′ 33″ | 3620 ± 1               | 12,0 | 57,8 ± 4,1     | 126            |
| NGC 4016 | Chevelure de Bérénice | SBd    | Spirale barrée        | 11h 58m 29.0s | 27° 31′ 44″ | 3441 ± 1               | 13,8 | 55,2 ± 3,9     | 86             |
| NGC 4017 | Chevelure de Bérénice | SABbc  | Spirale intermédiaire | 11h 58m 45.7s | 27° 27′ 09″ | 3449 ± 2               | 12,6 | 55,3 ± 3,9     | 128            |
| IC 2982  | Lion                  | S0     | Lenticulaire          | 11h 57m 51.4s | 27° 52′ 07″ | 3353 ± 4               | 14,3 | 53,9 ± 3,8     | 47             |

Le site DeepskyLog permet de trouver aisément les constellations des galaxies mentionnées dans ce tableau ou si elles ne s'y trouvent pas, l'outil du site constellation permet de le faire à l'aide des coordonnées de la galaxie. Sauf indication contraire, les données proviennent du site NASA/IPAC. 